# Projekt Neusiedler-See-Brücke
Das Projekt Neusiedler-See-Brücke über den Neusiedler See zwischen Mörbisch und Illmitz nach einem Entwurf von Alfred Pauser war ein zu Anfang der 1970er Jahre unter dem Landeshauptmann Theodor Kery verfolgtes Projekt, um die verkehrsmäßige Anbindung des Seewinkels zu verbessern und die Modernität des Burgenlandes zum Ausdruck zu bringen. Es wurde nicht verwirklicht.
Die Straßenbrücke auf Pfeilern in Stahlbetonbauweise wäre damals mit 3.241 m Länge die zweitlängste Brücke in Europa geworden. Ihr Bau wurde vom Burgenländischen Landtag am 2. März 1971 beschlossen, stieß aber auf wachsende Widerstände. So protestierten Otto Koenig, Bernhard Grzimek, Konrad Lorenz und Antal Festetics gegen den Bau der Brücke.
Klara Köttner-Benigni gewann den Botaniker Gustav Wendelberger für den öffentlichen Widerstand gegen das Projekt. Diesem schloss sich der WWF an, womit die erste Bürgerinitiative in Österreich entstand. In der kurzen zur Verfügung stehenden Zeit wurden fast 20.000 Unterschriften zur Unterstützung der gegen das Brückenprojekt gerichteten Initiative des Österreichischen Naturschutzbundes abgegeben. Kery setzte zur objektiven Begutachtung des Projektes eine Expertengruppe aus Deutschland ein, welche sich gegen das Projekt aussprach.